# West Saint Peak
West Saint Peak je 1017 m visok vrh na Aljasci.

## Opis
West Saint Peak nalazi se 97 km jugozapadno od Kodiaka u zaljevu Trojice svetaca na jugoistočnoj obali otoka Kodiaka. Oborine s planine otječu u spomenuti zaljev, a topografski reljef je značajan jer se vrh uzdiže 1017 metara iznad zaljeva za otprilike 2,4 km. East Saint Peak je oko 1,6 km sjeveroistočno od West Saint Peaka. Dva vrha je 1931. opisao i imenovao Američki geološki zavod, ali Odbor za zemljopisna imena SAD-a nije službeno usvojio toponime. Vrhovi su nazvani po zaljevu Trojice svetaca, kako ga je nazvao Grigorij Šelikov koji je 1784. godine osnovao prvo stalno rusko naselje u Sjevernoj Americi uz obalu ispod zapadnog vrha. Trojica svetaca bilo je ime Šelihovljeva broda.

## Klima
Prema Köppenovoj klasifikaciji klime, West Saint Peak nalazi se u subpolarnoj oceanskoj klimatskoj zoni s hladnim, snježnim zimama i svježim ljetima. Vremenske sustave koji dolaze sa sjevernog Pacifika tjeraju planine prema gore (orografsko podizanje), uzrokujući obilne oborine u obliku kiše i snijega. Zimske temperature mogu pasti na -18 °C, a uz hladnoću vjetra i ispod -23 °C.